# György Lahner
György Lahner (Láhner György en hongrois ; Georg Lahner en allemand) (1795-1849) est un général hongrois exécuté pour sa participation à la révolution hongroise de 1848. Il est l'un des 13 martyrs d'Arad.

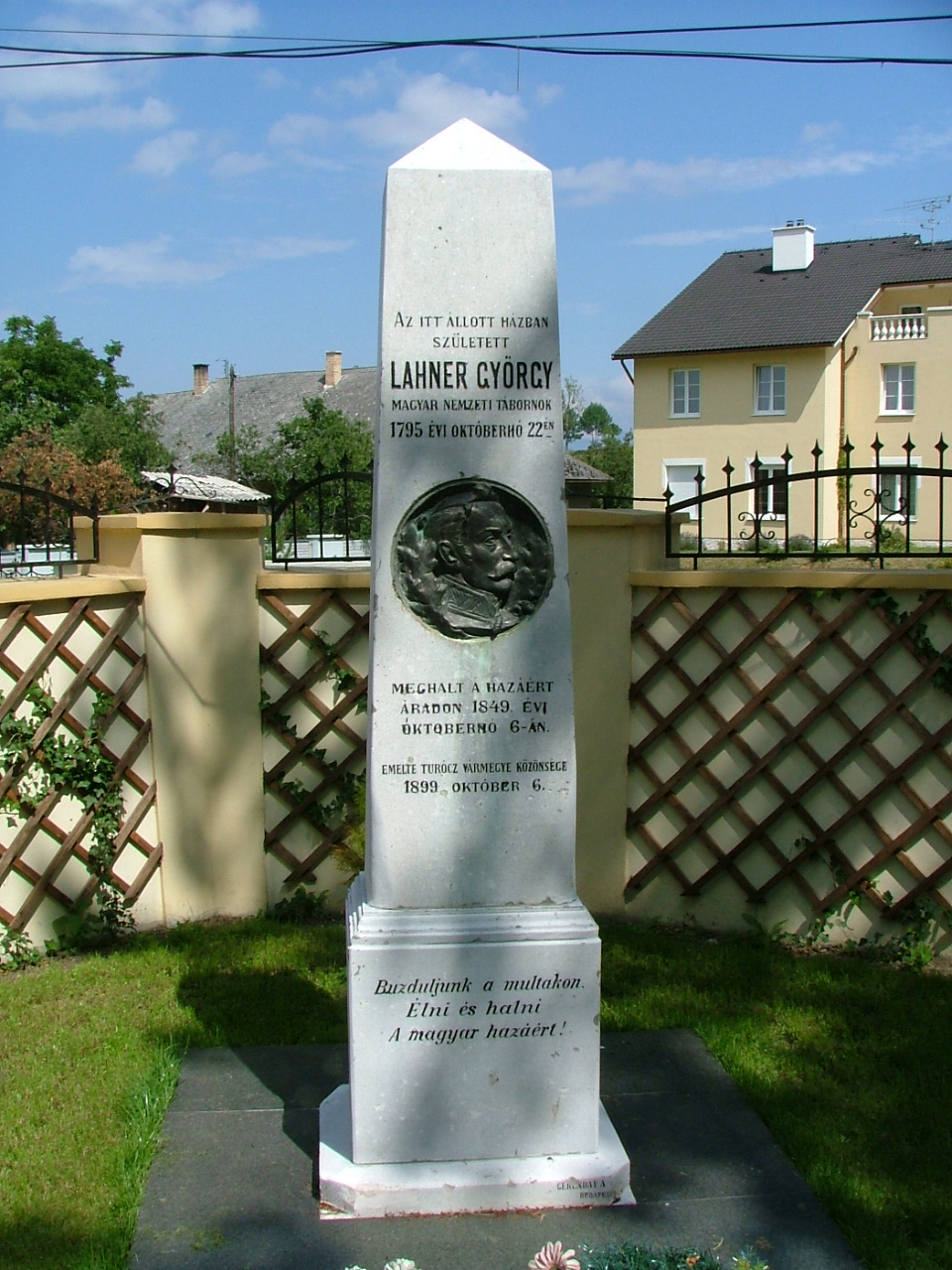
Monument en la mémoire du général Lahner à Necpaly.